# Antic Escorxador (Igualada)
L'Antic Escorxador és un edifici modernista del municipi d'Igualada (Anoia) protegit com a bé cultural d'interès local. El 1993 va tancar com a escorxador, i després d'uns anys d'abandó des de 2005 va ser transformat en espai firal.

## Descripció
Ocupa una superfície de 13.250 m². La nau principal de l'edifici és rectangular. Als costats hi ha dos departaments quadrangulars. Dues ales ajuntades al cos central per un passadís cobert condueixen als patis. Darrere la nau principal hi ha unes petites dependències.
L'estructura suport de la nau central i de les dues més petites és de ferro. Els corrals tenen encavallada de fusta. Els materials bàsics de construcció són el totxo i la pedra. Per la decoració s'empra la ceràmica de color verd. El conjunt d'edificis es distribueix simètricament respecte a un eix perpendicular al carrer, que passa per la nau central i la porta principal.

## Història
El 1902 l'ajuntament decideix de construir-lo. Els plans dels arquitectes Isidre Gilli i Pau Salvat varen ser signats l'any 1903 i l'edifici es va inaugurar el 1905. Es va construir fora de la ciutat en uns plans anomenats «Foristeries de Sant Agustí», terrenys cedits per Eusebi Castells i Reichacs.